# هوآ گوئوفنگ
هوآ گوئوفنگ (به انگلیسی: Hua Guofeng) (زاده ۱۶ فوریه ۱۹۲۱ – درگذشته ۲۰ اوت ۲۰۰۸) سیاست‌مدار چینی که از ۱۹۷۶ تا ۱۹۸۰ نخست‌وزیر چین (به عنوان جانشین جئو ئن لای) و از ۱۹۷۶ تا ۱۹۸۱ صدر حزب کمونیست چین (به عنوان جانشین مائو تسه تونگ) بود.
بعد از مرگ مائو تسه‌تونگ اولین رئیس‌جمهور جمهوری خلق چین، کشمکش سختی برای رسیدن به قدرت میان اعضای اصلی حزب کمونیست درگرفت. در سال ۱۹۷۸ هوا گوئوفنگ نخست‌وزیر چین که از سوی مائو به جانشینی انتخاب شده بود توسط دنگ شیائوپینگ از قدرت خلع شد. هوا گوئوفنگ در ۲۰ اوت ۲۰۰۸ در سن ۸۷ سالگی درگذشت.

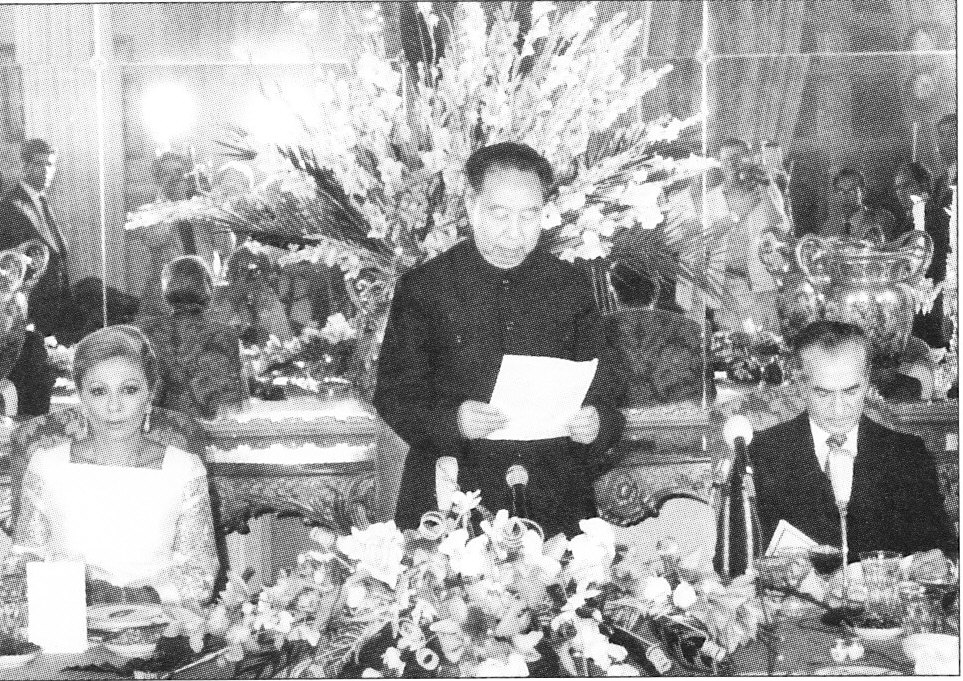
هوآ گوئوفنگ در کنار محمدرضا شاه پهلوی، هنگام دیدار دولتی از ایران